# Jan Koss (inżynier)

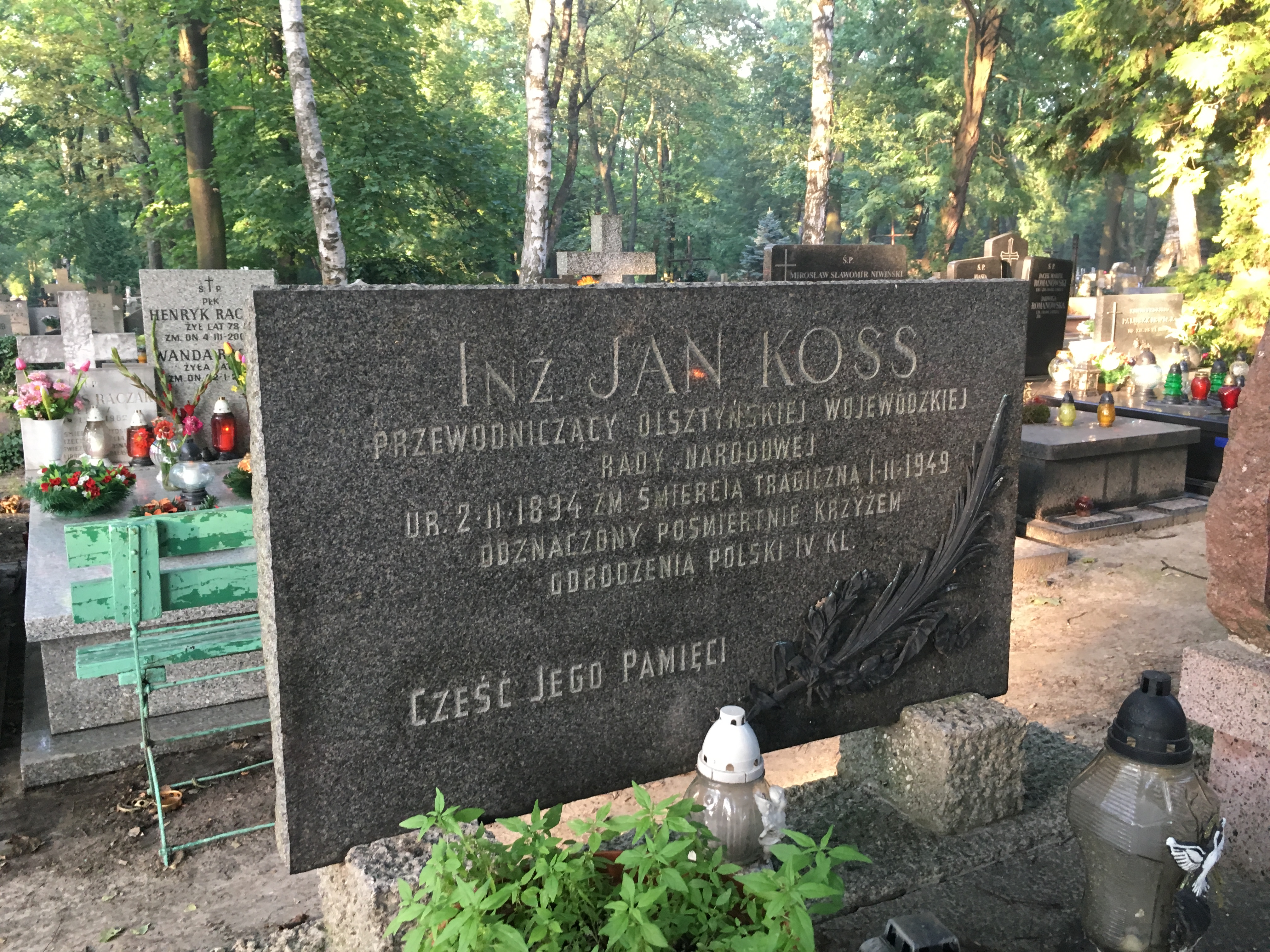
Grób inż. Jana Kossa na Cmentarzu Wojskowym na Powązkach w Warszawie

Jan Koss, ps. „Wład” (ur. 2 stycznia 1896 w Warce, zm. 29 stycznia 1949 pod Dorotowem) – polski inżynier, działacz PPS, przewodniczący Wojewódzkiej Rady Narodowej w Olsztynie.

## Życiorys
Ukończył Szkołę Inżynierii Wojskowej, a następnie pozostał w służbie wojskowej. W 1923 wyjechał do Wolnego Miasta Gdańska, gdzie był zatrudniony w przemyśle drzewnym. W 1927 powrócił do Polski, zamieszkał w Warszawie, gdzie pracował w fabryce Phillipsa. Działał w Polskiej Partii Socjalistycznej, tworzył komórki partyjne w miejscach pracy (Phillips, Centrala Fototechniczna, TOR). W marcu 1945 został wyjechał do Olsztyna, gdzie objął funkcję naczelnika Wydziału Przemysłowego Urzędu Pełnomocnika Rządu, 13 maja 1945 wszedł w skład Miejskiego Komitetu Robotniczego Polskiej Partii Socjalistycznej. W dniu 14 sierpnia 1946 objął funkcję wiceprzewodniczącego Wojewódzkiej Komisji ds. Upaństwowienia Przemysłu, 28 marca 1947 z ramienia Polskiej Partii Socjalistycznej został członkiem Komisji Gospodarczej Wojewódzkiej Rady Narodowej w Olsztynie. 6 kwietnia 1947 objął stanowisko dyrektorem olsztyńskiego Przemysłu Miejskiego, a 30 czerwca 1948 powołano go na przewodniczącego Wojewódzkiej Rady Narodowej w Olsztynie. Zginął 29 stycznia 1949 w wypadku samochodowym koło Dorotowa. Został pochowany na Cmentarzu Wojskowym na Powązkach (kwatera II-B-24, rząd 1, grób 10). Postanowieniem prezydenta Bolesława Bieruta z 4 lutego 1949 został odznaczony Krzyżem Oficerskim Orderu Odrodzenia Polski za pionierską, ofiarną pracę na polu organizacji przemysłu i samorządu terenów mazurskich.